# Liste der Monuments historiques in Bourg-Saint-Bernard
Die Liste der Monuments historiques in Bourg-Saint-Bernard führt die Monuments historiques in der französischen Gemeinde Bourg-Saint-Bernard auf.

## Liste der Bauwerke
| Bezeichnung       | Beschreibung | Standort | Kennzeichnung | Schutzstatus | Datum | Bild           |
| ----------------- | ------------ | -------- | ------------- | ------------ | ----- | -------------- |
| Kirche St-Bernard |              | (Lage)   | PA00094295    | Inscrit      | 1965  | weitere Bilder |

## Liste der Objekte

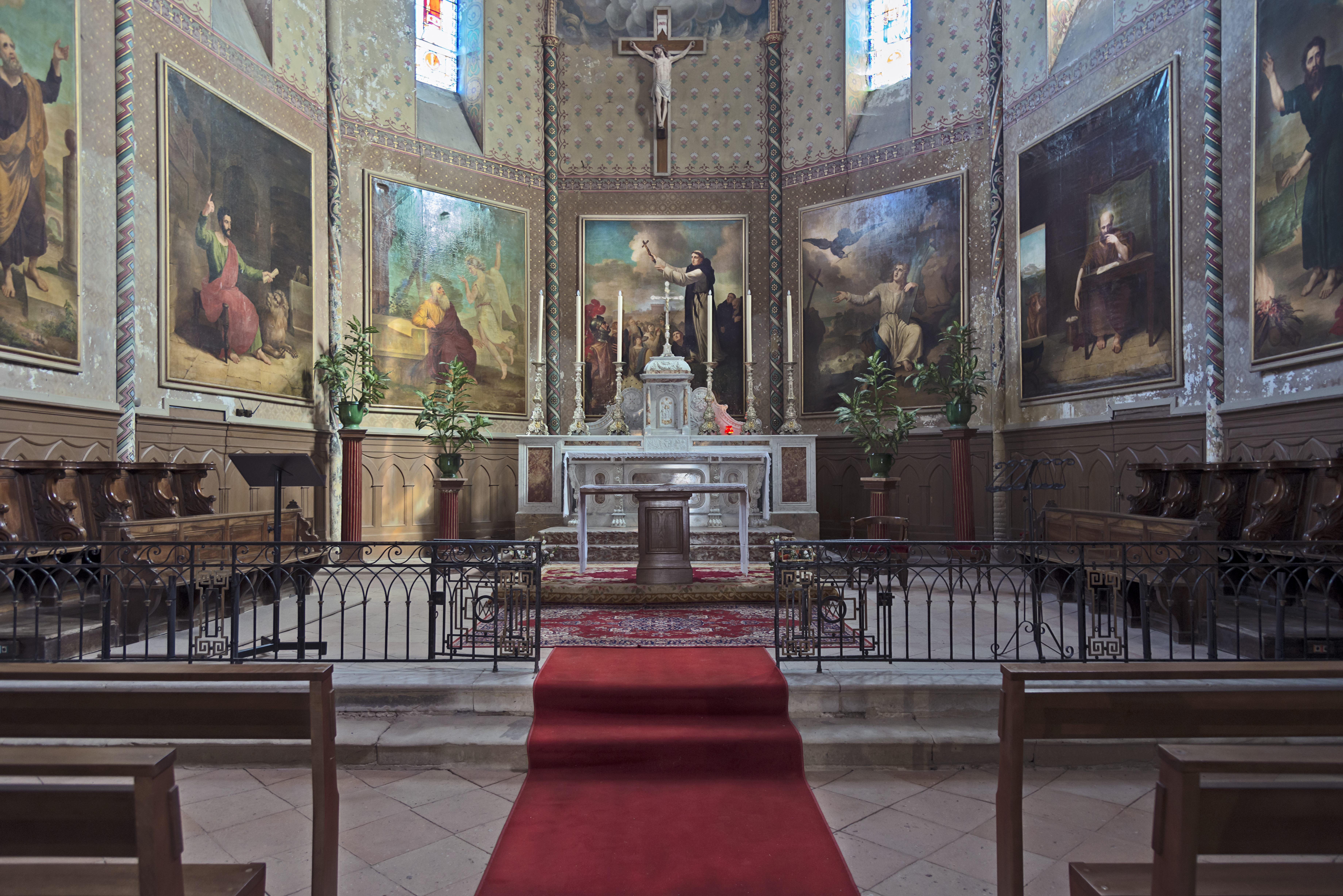
Chor der Kirche St-Bernard mit sieben Gemälden

- Monuments historiques (Objekte) in Bourg-Saint-Bernard in der Base Palissy des französischen Kultusministeriums